# Ruta Provincial 215 (Buenos Aires)
La Ruta Provincial 215 es una carretera de 109 km de extensión en el noreste de la Provincia de Buenos Aires, República Argentina que une el Canal Oeste en la ciudad de Ensenada y el empalme con la Ruta Nacional 3 en San Miguel del Monte.
En el Partido de Ensenada corresponde a la Avenida Horacio Cestino mientras que en el Partido de La Plata corresponde a la Avenida 44. Si bien las calzadas están separadas al noreste de la rotonda con la Ruta Provincial 6, este tramo no forma una autopista o semiautopista ya que las calles transversales atraviesan la ruta a nivel.
En Brandsen se la denomina Av. Pte. Perón.

## Localidades
Las localidades por las que pasa esta ruta de noreste a sudoeste son las siguientes:

### Provincia de Buenos Aires

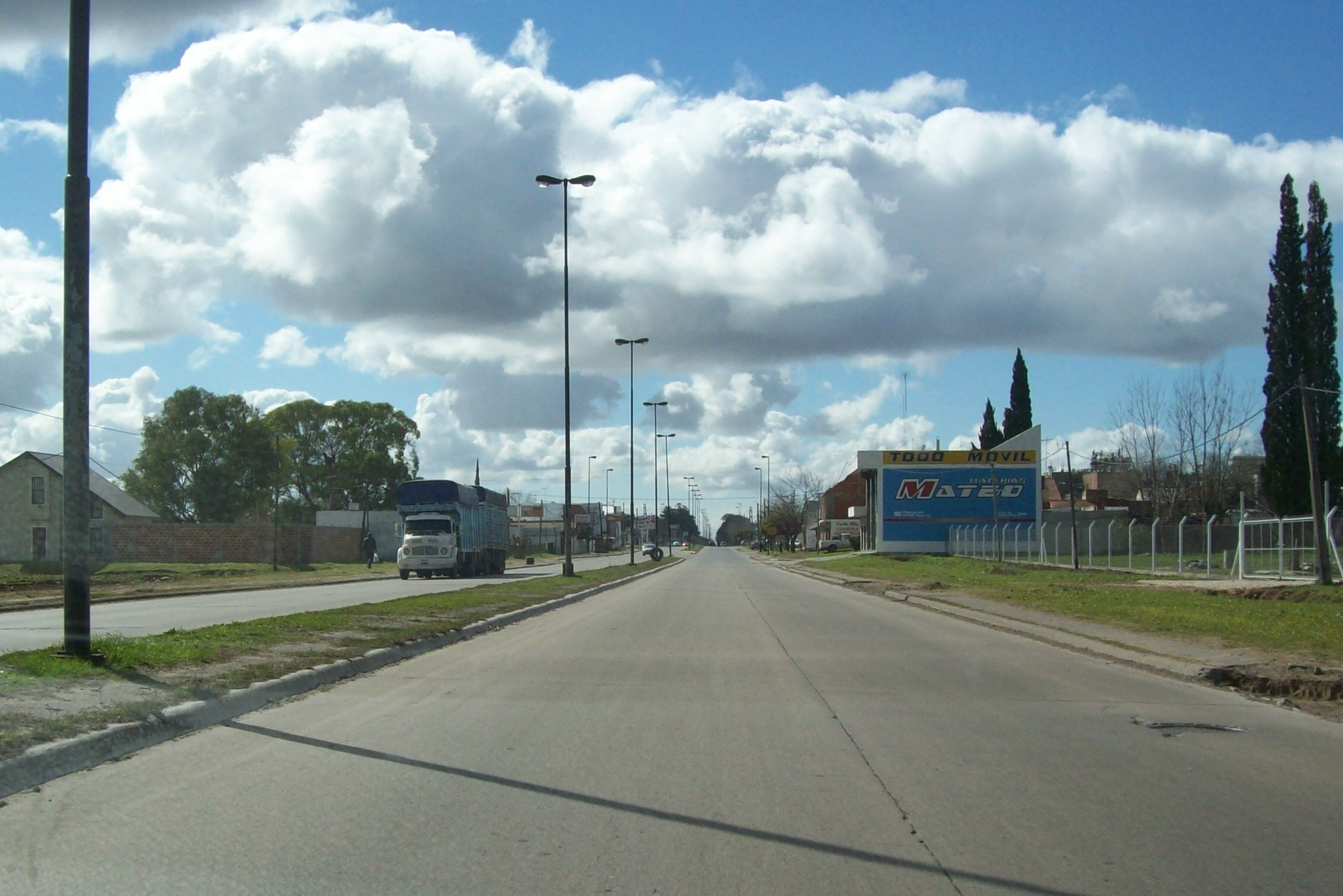
Ruta Provincial 215 (Avenida 44) en Lisandro Olmos.

Recorrido: 109 km (kilómetro 0-109)
- Partido de Ensenada (kilómetro 0-5): Ensenada (kilómetro 0).
- Partido de La Plata (kilómetro 5-38): La Plata (km 9), Lisandro Olmos (km 20) y Ángel Etcheverry (km 29), Barrio El Rodeo (km 38).
- Partido de Brandsen (km 38-66): Gómez (km 38) y Brandsen (km 49).

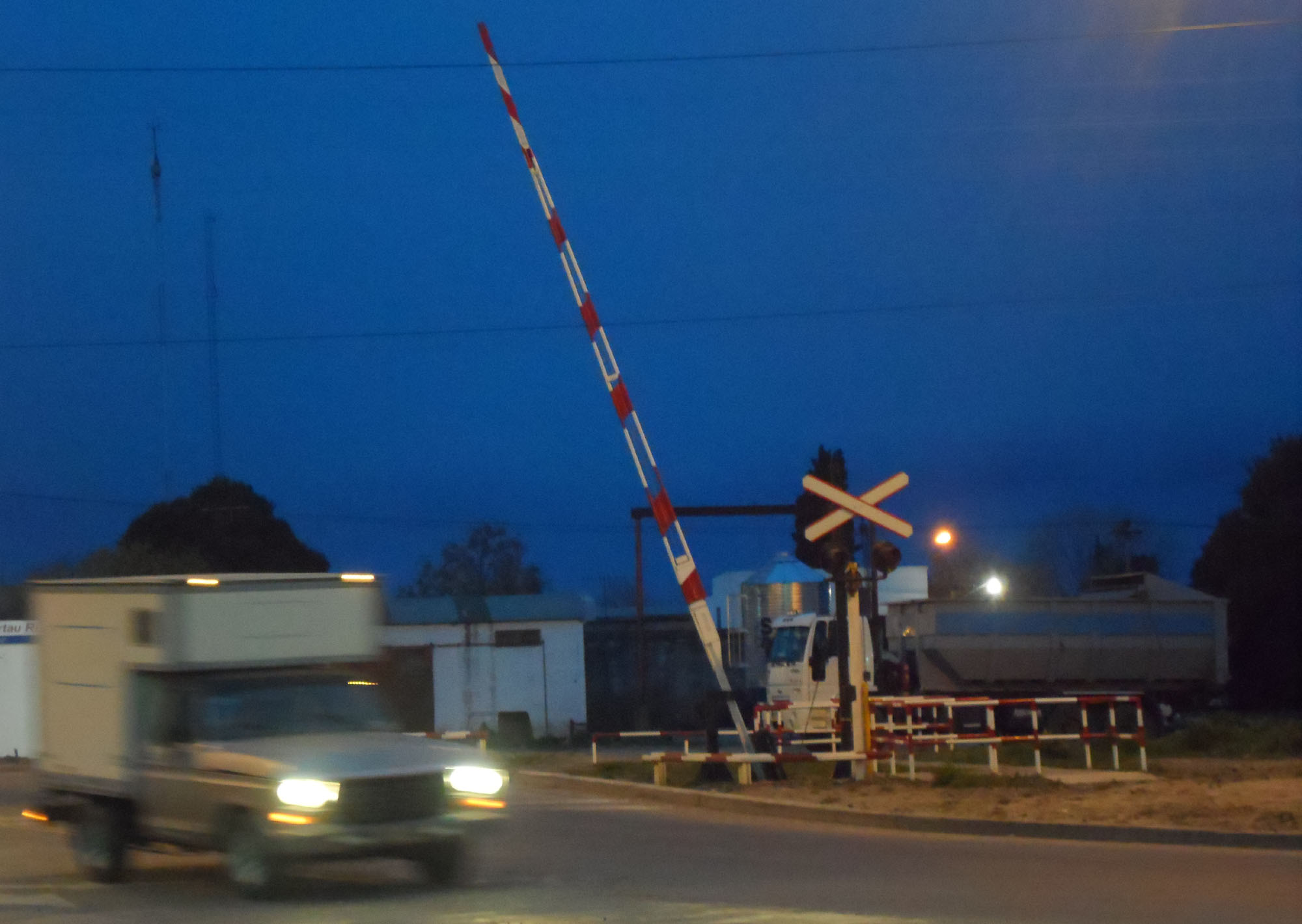
Paso a Nivel en Brandsen Ruta 215

- Partido de General Paz (km 66-69): Acceso a Loma Verde por Ruta Provincial 58.
- Partido de San Vicente (km 69): No hay localidades de más de 500 habitantes.
- Partido de Cañuelas (km 69-91): Gobernador Udaondo (km 86).
- Límite entre los partidos de Cañuelas y Monte (km 91-93): No hay localidades de más de 500 habitantes.
- Partido de Monte (km 93-109): San Miguel del Monte (km 109).

## Recorrido
- A continuación, se muestran los cruces con otras calles, avenidas, rutas y ferrocarriles que se presentan en el trayecto. En la ciudad de La Plata, la ruta se corta entre las Avenidas 122 y 131, por lo que el tránsito debe conducir por calles y avenidas de jurisdicción municipal.

|  | WASSERq | WASSERq | WASSERq |

|  | STRq | TEEeq |  |

|  |  | exSKRZ-G+eBUE |

|  |  | STR |

|  | STRq | KRZ | STRq |

|  |  |  |  |

|  |  | exSKRZ-G+eBUE |

|  | STRq | RMKRZ | STRq |

|  | STRq | RMKRZ | STRq |

|  | STRq | RMKRZ | STRq |

|  |  | RM |

|  | STRq | MWNODE | STRq |

|  |  | RM |

|  |  | exSKRZ-G+eBUE |

|  | RMq | RMIco | RMq |

|  | WASSERq | RMoW2 | WASSERq |

|  | RMq | MWNODEl |  |

|  |  | STR |

|  | STRq | RMKRZ | STRq |

|  | STRq | TEEeq |  |

|  | WASSERq | WBRÜCKE1 | WASSERq |

|  |  | STR |

|  | exSTRq | TEEeq |  |

|  |  | STR |

|  | STRq | TEEeq |  |

|  |  | STR |

| lDAMPF |  | exSKRZ-G+eBUE |  |

|  |  | MWNODEr | STRq |

|  | STRq | MWNODEl |  |

|  | WASSERq | WBRÜCKE1 | WASSERq |

|  | WASSERq | WBRÜCKE1 | WASSERq |

|  |  | STR |

|  | WASSERq | WBRÜCKE1 | WASSERq |

|  |  | STR |

|  |  | ABZgl+l | STRq |

|  | STRq | TEEeq |  |

|  |  | STR |

|  |  | exSKRZ-G+eBUE |

|  | STRq | TEEeq |  |

|  |  | STR |

|  | STRq | TBHF | STRq |

|  | CONTgq | ABZqlr | CONTfq |

## Historia

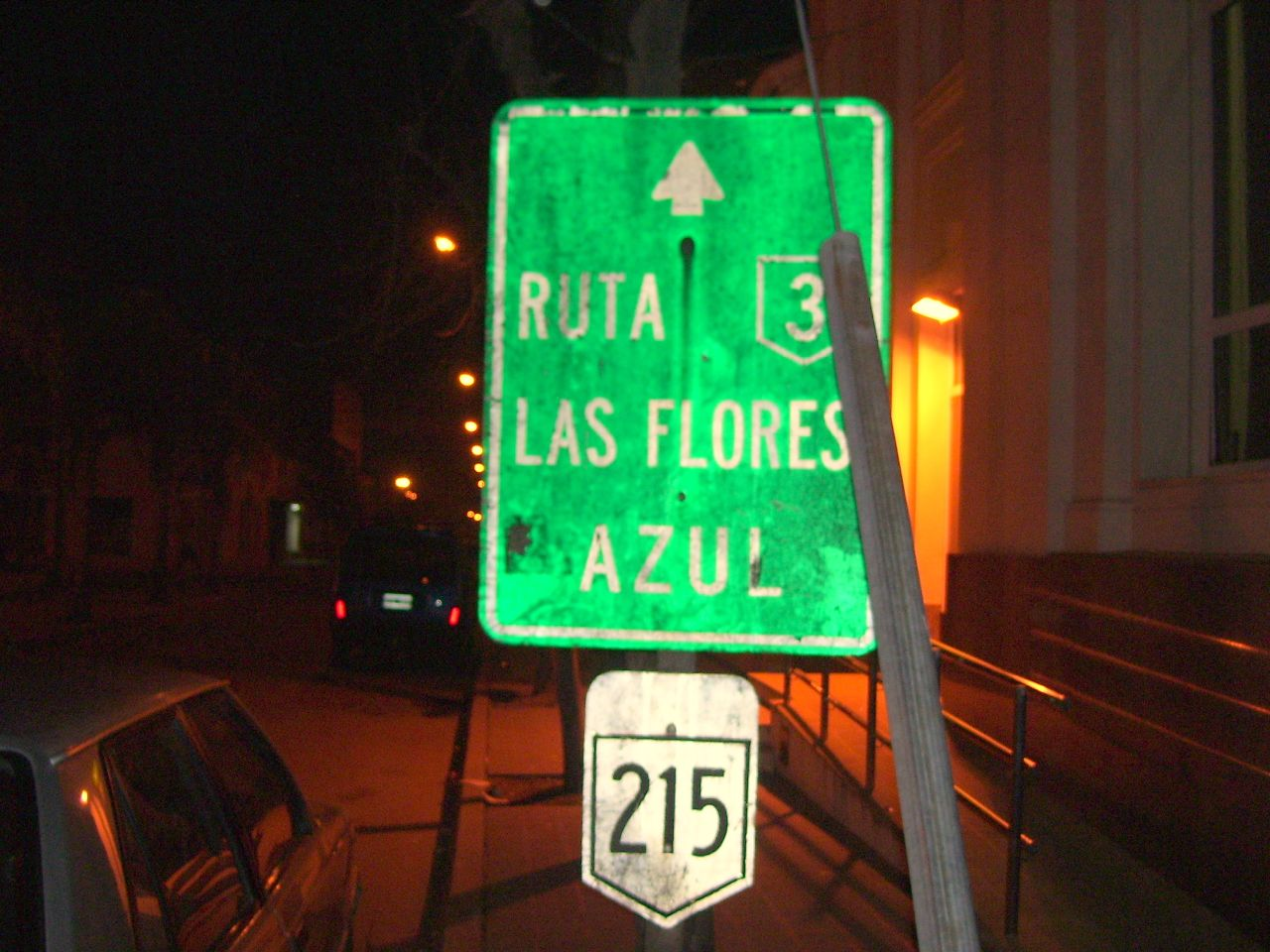
Cartel en la Ruta Provincial 215 en San Miguel del Monte instalado cuando la carretera tenía jurisdicción nacional.

La Ruta Nacional 215 se encontraba en el plan original de rutas nacionales del 3 de septiembre de 1935, uniendo las ciudades de La Plata y San Miguel del Monte.
El 14 de abril de 1937 la empresa contratada por la Dirección de Vialidad de la Provincia de Buenos Aires terminó la obra de pavimentación en una vía (3 m de ancho) del tramo La Plata a Brandsen.
El 14 de diciembre de 1979 se inauguró el distribuidor con el puente sobre la Ruta Provincial 2 en el Cruce Etcheverry, ubicado en la localidad homónima.
En 1982 la Dirección de Vialidad de la Provincia de Buenos Aires terminó las obras para agregar calzada dividida con pavimento de hormigón armado en esta carretera en el tramo entre la Avenida 131 (límite de la ciudad de La Plata) y la Ruta Provincial 6, con ancho de calzada variable según la distancia a la capital provincial.
Posteriormente la ruta fue transferida a jurisdicción provincial.

## Autovía
En el año 2007 se anunció la construcción de la segunda calzada de los 18 kilómetros que separan la Ruta Provincial 6 de la localidad de Brandsen. Durante 2009 se llamó a licitación para llevar a cabo la obra, la que dividió en dos etapas. En esta oportunidad se realizará la primera, que será entre la Ruta Provincial 6 y el barrio Los Bosquecitos de Brandsen, tramo de unos 11 kilómetros aproximadamente. en el 2023 se empezó con el tramo entre el barrio Los Bosquecitos y la Calle 13 de Brandsen.

## Nombres
A mediados de 1980,la DVP declara a la ruta 215 como Ingeniero Enrique Humet, ex director del organismo provincial.
En las zonas urbanas donde pasa la ruta se denomina de la siguiente forma:
- En Ensenada: Avenida 43
- Desde La Plata hasta Etcheverry: Avenida 44
- En Brandsen: Avenida Presidente Perón
- En Monte: Avenida San Martín